# Карлентини
Карлентини (итал. Carlentini) — коммуна в Италии, располагается в регионе Сицилия, подчиняется административному центру Сиракуза.
Население составляет 17 210 человек (на 2004 г.), плотность населения составляет 107 чел./км². Занимает площадь 157 км². Почтовый индекс — 96013. Телефонный код — 095.
Покровительницей коммуны почитается святая Лючия, празднование в четвёртое воскресение августа и 13 декабря.